# Guidraco
Guidraco is een geslacht van uitgestorven pterosauriërs, behorend tot de groep van de Pterodactyloidea, dat tijdens het Vroeg-Krijt leefde in het gebied van het huidige China. De enige benoemde soort is Guidraco venator.

## Vondst en naamgeving
De soort is in 2012 benoemd en beschreven door Wang Xiaolin, Alexander Wilhelm Armin Kellner, Jiang Shunxing en Cheng Xin. De geslachtsnaam is afgeleid van het Chinees guǐ, 鬼, '(kwaadaardige) geest', en het Latijnse draco, 'draak'. De soortaanduiding betekent 'jager' in het Latijn.
Het fossiel, holotype IVPP V17083, is begin eenentwintigste eeuw bij Sihedang nabij Lingyuan in de provincie Liaoning gevonden in een laag van de Jiufotangformatie (Jeholgroep) die dateert uit het Aptien, ongeveer 120 miljoen jaar oud. Het bestaat uit een in verband liggende schedel met onderkaken en daaraan nog verbonden de tweede tot en met vijfde halswervel, platgedrukt op een enkele plaat. Op de plaat zijn ook resten van planten en coprolieten, versteende uitwerpselen, zichtbaar. Vermoedelijk was het dier nog niet volgroeid.

## Beschrijving

### Algemene bouw, grootte en onderscheidende kenmerken
Guidraco is een middelgrote pterosauriër met een vleugelspanwijdte van ongeveer vier meter. De schedel heeft een lengte van ongeveer achtendertig centimeter. De kop is vooral opvallend door een zeer hoge afgeronde rechte en wat naar voren stekende kam op het schedeldak en zeer lange tanden in de voorkant van de muil.
De beschrijvers wisten enkele typerende kenmerken vast te stellen. De schedelopening vóór de oogkas, de fenestra nasoantorbitalis, beslaat een kwart van de schedellengte. Op het schedeldak ontspruit uit de voorhoofdsbeenderen een in profiel helmvormige schedelkam met een bijna rechte voorkant en een afgeronde bovenkant. De tanden in de voorkant van de kop zijn zeer robuust en zo lang dat ze bij sluiting van de muil buiten de bovenkant en onderkant van de kop uitsteken. De onderste helft van het onderste slaapvenster is relatief smal. De voorste tak van het jukbeen steekt niet verder dan de voorste rand van de fenestra nasoantorbitalis. De zesde tand in de bovenkaak is veel kleiner dan de vijfde of zevende.

### Skelet

#### Schedel
De schedel van Guidraco is zeer langwerpig waarbij de eigenlijke snuit 54% van de schedellengte uitmaakt. De snuit is niet zeer puntig doordat de bovenrand en onderrand lange tijd vrijwel parallel lopen en pas op het einde naar elkaar toebuigen in een afgeronde snuitpunt. De kop maakt zo als geheel een robuuste indruk. Dat wordt nog versterkt doordat de druppelvormige fenestra nasoantorbitalis nogal kort is — 3,17 maal zo lang als hoog — en de snuit daardoor massief; en door de robuuste onderkaken die net zo hoog zijn als de schedel zelf. De fenestra heeft geen processus nasalis, een uitsteeksel vanuit de bovenrand. De snuit heeft een licht hol bovenprofiel en draagt geen kam. Het traanbeen vormt de hol gebogen achterkant van de fenestra nasoantorbtalis; het wordt doorboord door een groot rond foramen en mist een naar achteren gericht scherp uitsteeksel. Achter het traanbeen wordt de voorste bovenrand van de oogkas gevormd door een driehoekig prefrontale. De oogkas heeft de vorm van een afgeronde driehoek met de langste punt naar boven en achteren gericht. De onderste punt is meer afgerond dan bij veel verwanten. In de oogkas bevindt zich een scleraalring van ongeveer acht beenplaatjes.
Aan de voorkant van de voorhoofdsbeenderen rijst krommend een steile kam omhoog die tweemaal de hoogte bereikt van de achterkant van de schedel en viermaal die van de snuit. De kam is bovenop cirkelvormig afgerond. Bij het fossiel zijn vóór de kam uiteen waaierende richels te zien die als een grote stralenkrans uit het bot ontspruiten. Vaak worden dergelijke structuren geïnterpreteerd als de resten van een vergrotende zachte flap van bindweefsel maar volgens de beschrijvers gaat het in dit geval om de afdruk van een stuk plant, wellicht een blad. De achterrand van de kam daalt ten opzichte van het schedeldak vrijwel loodrecht naar beneden. Doordat het schedeldak zelf wat naar voren gericht is, geldt dat ook voor de kam. Deze oriëntatie wordt echter in het fossiel wat overdreven doordat het achterdeel iets van de rest van de schedel is losgeraakt en meer naar voren gedraaid. De basis van de kam strekt zich tot aan de rand van het achterhoofd uit maar de crista bestaat volgens de beschrijvers alleen uit het voorhoofdsbeen en niet de wandbeenderen.
Het profiel van het achterhoofd is lastig te reconstrueren doordat dit erg platgedrukt is waarbij de meeste elementen zijwaarts zijn opengeklapt. Aan de zijwand van de schedel zouden het wandbeen en het squamosum de achterrand vormen van het bovenste slaapvenster. Het squamosum is met een puntige voorste tak verbonden met de gevorkte achterste tak van een klein postorbitale dat de voorrand van het bovenste slaapvenster vormt. Het squamosum gaat met een buiging onderaan over in een sterk naar achteren hellend quadratum dat de bovenzijde van het kaakgericht vormt. Dit laatste heeft de typische spiraalvorm met dubbele knobbels die het achtereinde van de onderkaken uiteenwringt bij het openen van de muil. Het quadratum maakt de onderrand uit van een langwerpig druppelvormig onderste slaapvenster dat onderaan erg puntig is. De bovenrand is de achterste tak van een krachtig en lang jukbeen waarvan de buitenzijde versterkt is door een opvallende horizontale richel. Quadratum en jukbeen zijn onderaan gescheiden door een klein rechthoekig quadratojugale, een element dat bij veel Pterodactyloidea niet afzonderlijk vaststelbaar is.

#### Onderkaken
De onderkaken hebben een lengte van drieëndertig centimeter. Over de voorste 177 millimeter zijn ze vergroeid tot een symfyse. Van de binnenkant van de onderkaak maakt een lang surangulare bijna de achterste helft uit. Daaronder ligt een bandvormig spleniale met een derde van de kaaklengte. Een kort articulare vertegenwoordigt de onderkant van het kaakgewricht. De buitenste onderrand wordt gevormd door een zeer lang angulare. De punt van de onderkaak kromt vooraan zeer geleidelijk naar boven toe. Onder de onderkaak is een verplaatste tak van een tongbeen zichtbaar.

#### Tanden
De tanden van zowel de bovenkaak als de onderkaak kunnen onderscheiden worden in twee typen. De voorste zijn erg langwerpig en lijken daardoor dun hoewel ze bepaald niet naaldvormig zijn; in feite hebben ze een aanzienlijke absolute dikte. Ze zijn voorzien van een glad email dat echter aan de achterzijde lengterichels vertoont. De eerste tand van de bovenkaak is vrij dun en vrijwel recht naar voren gericht. De volgende drie tanden zijn langer en dikker, licht naar achteren gekromd, en staan geleidelijk meer naar achteren gericht. Hun lengte is zo enorm dat ze bij sluiting van de bek even ver onder de onderkaak uitsteken als deze zelf hoog is. De volgende drie tanden zijn korter, waarbij de middelste, de zesde, het kortst is. Zij staan nog sterker naar beneden gericht en zijn daarbij erg recht. Daarna volgt een reeks van drie half zo lange, rechte, en iets naar achteren gerichte tanden. De achterste daarvan is van het tweede tandtype met helemaal glad email en een verdikte kroonbasis. Daarachter staat een rij van dertien tandjes, ook van het tweede type, in de bovenkaak. Ze zijn veel korter en nemen naar achteren toe geleidelijk in grootte af. Het laatste tandje, het drieëntwintigste, bevindt zich onder de voorste tak van het jukbeen.
De onderkaak kent een overeenkomstige indeling. Hier ontbreekt echter een voorste naar voren gerichte tand. De eerste vier tanden zijn het langst. Ze zijn langer en sterker naar boven gericht dan hun tegenhangers in de bovenkaak. De langste tand, de tweede, is de grootste van het gebit en steekt bij sluiting van de bek anderhalfmaal de kaakhoogte boven de bovenkaak uit. Daarachter volgt een reeks van drie middellange tanden gevolgd door elf veel kortere en opnieuw naar achteren in grootte afnemende kleinere tandjes; de voorste daarvan is nog van het eerste tandtype. De laatste ervan, de achttiende, eindigt ter hoogte van de twintigste boventand. In totaal staan er dus tweeëntachtig tanden in de kop.
Bij sluiting van de muil grijpen de tanden in elkaar; in deze toestand is het exemplaar gefossiliseerd wat een groteske uitdossing aan ver uitstekende gebitselementen oplevert. De voorste tanden vormen echter geen echte rozet daar de kaakuiteinden niet verbreed zijn. Het geheel diende hoogstwaarschijnlijk als grijporgaan om vissen te vangen. Een levenswijze als viseter wordt bevestigd door de aanwezigheid van visschubben in de coprolieten.

### Postcrania
De voorste wervel die bewaard is gebleven is de draaier. Alleen van dit element is het doornuitsteeksel zichtbaar; dit is hoog en smal. De derde tot en met vijfde wervel is van de onderkant te zien. De wervels zijn matig verlengd, procoel (hol van voren) en hebben grote pneumatische foramina, toegangsopeningen voor de uitlopers van de luchtzakken. De onderzijde draagt een botte kiel, een mogelijk onderscheidend kenmerk van het taxon.

## Fylogenie
Guidraco is door de beschrijvers in de Pteranodontoidea sensu Kellner geplaatst. Een kladistische analyse had als uitkomst dat het daarin de zustersoort was van Ludodactylus, als deel van een klade die samen met de Istiodactylidae en de Anhangueridae een omvattender groep vormde. Ludodactylus is een Zuid-Amerikaanse vorm en dat zou duiden op een belangrijke uitwisseling in die periode van de fauna van de verschillende continenten en wellicht ook op een Aziatische afkomst van verschillende pterosauriërgroepen.
Sommige latere analyses vonden een positie in de Boreopteridae. De meeste bleven echter een plaatsing in de Anhangueridae bepalen zoals de volgende studie uit 2020.
|  | Siroccopteryx |
|  |               |
|  | Tropeognathus |
|  |               |

|  | Mythunga   |
|  |            |
|  | Ferrodraco |
|  |            |

|  | Siroccopteryx |
|  |               |
|  | Tropeognathus |
|  |               |

|  | Mythunga   |
|  |            |
|  | Ferrodraco |
|  |            |

|  | Coloborhynchus                                                  |
|  |                                                                 |
|  | \| \| Nicorhynchus \| \| \| \| \| \| Uktenadactylus \| \| \| \| |
|  |                                                                 |
|  | Nicorhynchus                                                    |
|  |                                                                 |
|  | Uktenadactylus                                                  |
|  |                                                                 |

|  | Nicorhynchus   |
|  |                |
|  | Uktenadactylus |
|  |                |

|  | Coloborhynchus                                                  |
|  |                                                                 |
|  | \| \| Nicorhynchus \| \| \| \| \| \| Uktenadactylus \| \| \| \| |
|  |                                                                 |
|  | Nicorhynchus                                                    |
|  |                                                                 |
|  | Uktenadactylus                                                  |
|  |                                                                 |

|  | Nicorhynchus   |
|  |                |
|  | Uktenadactylus |
|  |                |

|  | Caulkicephalus |
|  |                |
|  | Guidraco       |
|  |                |
|  | Ludodactylus   |
|  |                |

|  | Liaoningopterus                                                 |
|  |                                                                 |
|  | \| \| Cearadactylus \| \| \| \| \| \| Maaradactylus \| \| \| \| |
|  |                                                                 |
|  | Anhanguera                                                      |
|  |                                                                 |
|  | Cearadactylus                                                   |
|  |                                                                 |
|  | Maaradactylus                                                   |
|  |                                                                 |

|  | Cearadactylus |
|  |               |
|  | Maaradactylus |
|  |               |

|  | Caulkicephalus |
|  |                |
|  | Guidraco       |
|  |                |
|  | Ludodactylus   |
|  |                |

|  | Liaoningopterus                                                 |
|  |                                                                 |
|  | \| \| Cearadactylus \| \| \| \| \| \| Maaradactylus \| \| \| \| |
|  |                                                                 |
|  | Anhanguera                                                      |
|  |                                                                 |
|  | Cearadactylus                                                   |
|  |                                                                 |
|  | Maaradactylus                                                   |
|  |                                                                 |

|  | Cearadactylus |
|  |               |
|  | Maaradactylus |
|  |               |

|  | Siroccopteryx |
|  |               |
|  | Tropeognathus |
|  |               |

|  | Mythunga   |
|  |            |
|  | Ferrodraco |
|  |            |

|  | Siroccopteryx |
|  |               |
|  | Tropeognathus |
|  |               |

|  | Mythunga   |
|  |            |
|  | Ferrodraco |
|  |            |

|  | Coloborhynchus                                                  |
|  |                                                                 |
|  | \| \| Nicorhynchus \| \| \| \| \| \| Uktenadactylus \| \| \| \| |
|  |                                                                 |
|  | Nicorhynchus                                                    |
|  |                                                                 |
|  | Uktenadactylus                                                  |
|  |                                                                 |

|  | Nicorhynchus   |
|  |                |
|  | Uktenadactylus |
|  |                |

|  | Coloborhynchus                                                  |
|  |                                                                 |
|  | \| \| Nicorhynchus \| \| \| \| \| \| Uktenadactylus \| \| \| \| |
|  |                                                                 |
|  | Nicorhynchus                                                    |
|  |                                                                 |
|  | Uktenadactylus                                                  |
|  |                                                                 |

|  | Nicorhynchus   |
|  |                |
|  | Uktenadactylus |
|  |                |

|  | Caulkicephalus |
|  |                |
|  | Guidraco       |
|  |                |
|  | Ludodactylus   |
|  |                |

|  | Liaoningopterus                                                 |
|  |                                                                 |
|  | \| \| Cearadactylus \| \| \| \| \| \| Maaradactylus \| \| \| \| |
|  |                                                                 |
|  | Anhanguera                                                      |
|  |                                                                 |
|  | Cearadactylus                                                   |
|  |                                                                 |
|  | Maaradactylus                                                   |
|  |                                                                 |

|  | Cearadactylus |
|  |               |
|  | Maaradactylus |
|  |               |

|  | Caulkicephalus |
|  |                |
|  | Guidraco       |
|  |                |
|  | Ludodactylus   |
|  |                |

|  | Liaoningopterus                                                 |
|  |                                                                 |
|  | \| \| Cearadactylus \| \| \| \| \| \| Maaradactylus \| \| \| \| |
|  |                                                                 |
|  | Anhanguera                                                      |
|  |                                                                 |
|  | Cearadactylus                                                   |
|  |                                                                 |
|  | Maaradactylus                                                   |
|  |                                                                 |

|  | Cearadactylus |
|  |               |
|  | Maaradactylus |
|  |               |